# Polycyclus andinus
Polycyclus andinus är en svampart som först beskrevs av Narcisse Theophile Patouillard, och fick sitt nu gällande namn av Theiss. & Syd. 1915. Polycyclus andinus ingår i släktet Polycyclus och familjen Parmulariaceae.   Inga underarter finns listade i Catalogue of Life.